# Timokratész (filozófus)
Timokratész (Kr. e. 3. század), Athéni Métrodórosz epikureus filozófus testvére volt, akinek nézeteivel szembehelyezkedett. Diogenész Laertiosz tesz említést róla, munkái elvesztek.